# Vía Asinaria
La Vía Asinaria fue una antigua calzada romana que empezaba en la Porta Asinaria de las murallas aurelianas. Se podía acceder desde la Vía Latina. El general Belisario se separó de la Vía Latina en su avance sobre Roma para ingresar a la ciudad a través de la Porta Asinaria.
También lo menciona Festus 282 «retricibus: aqua eo nomine quae est supra viam Ardeatinam inter lapidem secundum et tertium, qua inrigantur horti infra viam Ardeatinam et Asinariam usque ad Latinam», lo que demuestra que debe haber corrido hacia la vía Apia y la vía Ardeatina. Se debate su recorrido, pero probablemente la sección inicial de la moderna Vía Appia Nuova probablemente coincida con ella. La Vía Tusculana se divide a unos 400 metros de la puerta.